# Слуква японська
Слуква японська (Scolopax mira) — східно-азійський птах з родини баранцевих.

## Опис
Scolopax mira довжиною від 34 до 36 см. Верх тіла оливково-коричневий з червонувато—бурим візерунком. Низ коричневого кольору. На потилиці дві широких коричневих стрічки, з яких одна більш вучжа за іншу. Навколо очей гола рожева шкіра. Дзьоб довгий.

## Поширення
Слуква японська поширений в Японії тільки на островах Рюкю (Нансей), особливо на островах Амамі-Осима, Какеромадзіма, Токуносима, Окінава та Токасікідзіма.

## Місцеперебування
Scolopax mira мешкає в незайманих субтропічних вічнозелених листяних лісах, часто порослих саговниками. Віддає перевагу затіненим і вологим ділянкам.

## Загроза
Унаслідок своєї малої області поширення близько 2300 км2 Міжнародний союз охорони природи зарахував цей вид до категорії уразливих. Ще в 1980-х роках Scolopax mira зустрічався часто, сьогодні його популяція різко зменшується і нараховує нині менше 10 000 особин. Головні фактори загрози — вирубування незайманого лісу і здичавілі собаки, кішки та малий індійський мангуст. На островах Окінава і Токуносима до цього додається ще й полювання. Нерідко у Scolopax mira, який знаходиться під охороною, стріляють, помилково приймаючи його за інший вид слукви, що часто зустрічається на островах, на якого полювання дозволено.